# Umbilicaria

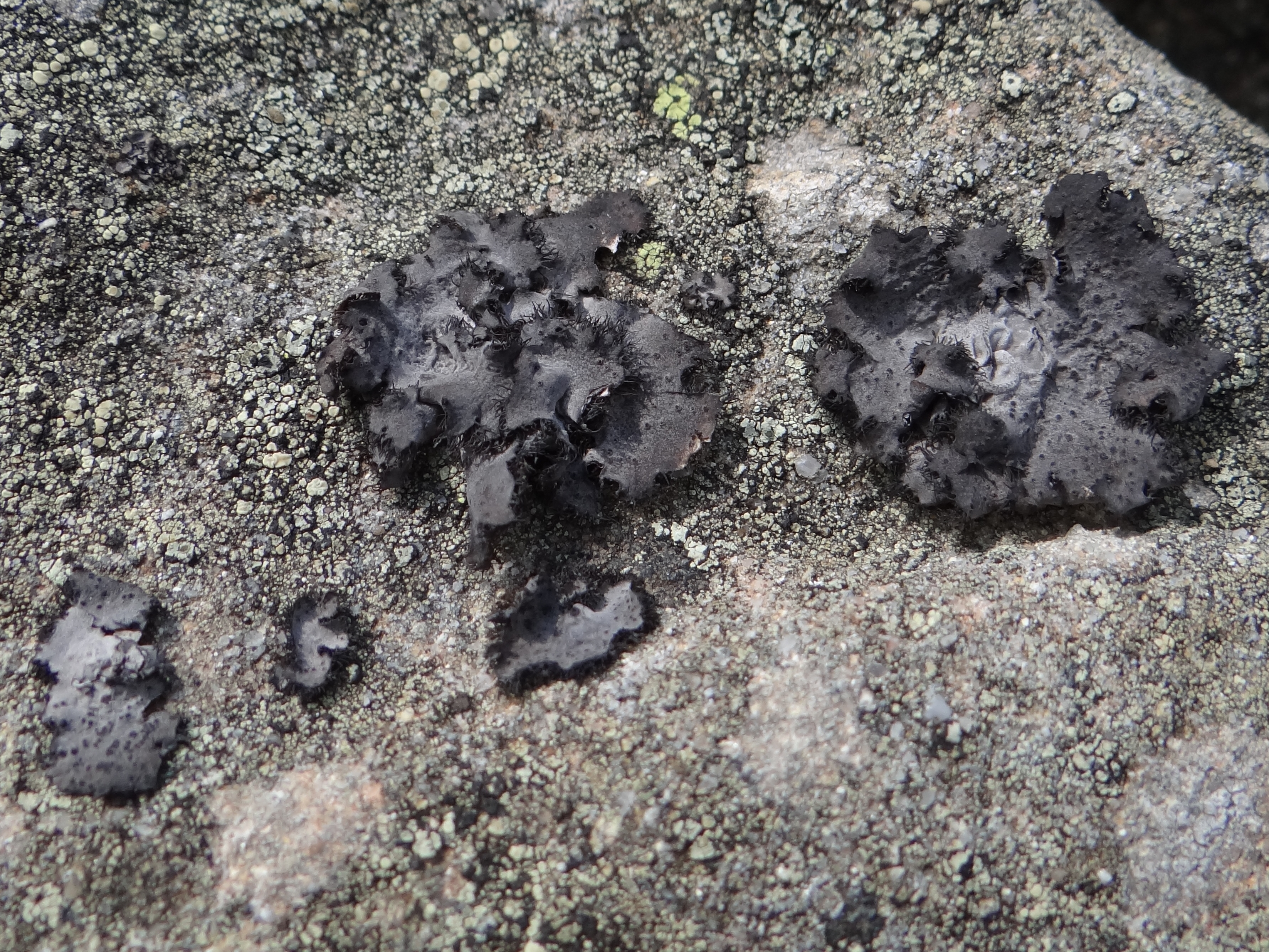
Kruszownica zwyczajna

Umbilicaria Hoffm. (kruszownica) – rodzaj grzybów z rodziny kruszownicowatych (Umbilicariaceae). Ze względu na symbiozę z glonami zaliczany jest także do porostów.

## Systematyka i nazewnictwo
Pozycja w klasyfikacji według Index Fungorum: Umbilicariaceae, Umbilicariales, Incertae sedis, Lecanoromycetes, Pezizomycotina, Ascomycota, Fungi.
Nazwa polska według Krytycznej listy porostów i grzybów naporostowych Polski. Synonimy naukowe: Actinogyra Schol., 
Agyrophora (Nyl.) Nyl., 
Gyromium Wahlenb., 
Gyrophora Ach., 
Gyrophoromyces E.A. Thomas ex Cif. & Tomas., 
Gyrophoropsis Elenkin & Savicz, 
Llanoa C.W. Dodge, 
Merophora Clem., 
Omphalodiscus Schol., 
Omphalodium Rabenh., 
Omphalosia Neck. ex Kremp., 
Parmophora M. Choisy:

## Gatunki występujące w Polsce
- Umbilicaria aprina Nyl. 1863 – kruszownica matowa
- Umbilicaria cinerascens (Nyl.) Nyl. 1869 – kruszownica szarawa
- Umbilicaria cinereorufescens (Schaer.) Frey 1932 – kruszownica szaroczerwowawa
- Umbilicaria crustulosa (Ach.) Lamy 1879 – kruszownica skórzasta
- Umbilicaria cylindrica (L.) Delise 1830 – kruszownica zwyczajna
- Umbilicaria decussata (Vill.) Zahlbr. 1932 – kruszownica żeberkowana
- Umbilicaria dendrophora (Poelt) Hestmark 1990 – kruszownica niezwykła
- Umbilicaria deusta (L.) Baumg. 1790 – kruszownica strojna
- Umbilicaria grisea Hoffm. 1796 – kruszownica szara
- Umbilicaria hirsuta (Sw. ex Westr.) Ach. 1794 – kruszownica szorstka
- Umbilicaria hyperborea (Ach.) Hoffm. 1796 – kruszownica północna
- Umbilicaria laevis (Schaer.) Frey 1949 – kruszownica gładka
- Umbilicaria leiocarpa DC. 1805 – kruszownica popękana
- Umbilicaria microphylla (Laurer) A. Massal. 1852 – kruszownica drobnolistkowata
- Umbilicaria nylanderiana (Zahlbr.) H. Magn. 1937 – kruszownica Nylandera
- Umbilicaria polyphylla (L.) Baumg. 1790 – kruszownica wielolistkowa
- Umbilicaria polyrrhiza (L.) Fr. 1825 – kruszownica rzęsista
- Umbilicaria proboscidea (L.) Schrad. 1794 – kruszownica pomarszczona
- Umbilicaria spodochroa (Ehrh. ex Hoffm.) DC. 1805 – kruszownica rdzawa
- Umbilicaria subglabra (Nyl.) Harm. 1910 – kruszownica wygładzona
- Umbilicaria torrefacta (Lightf.) Schrad. 1794 – kruszownica postrzępiona
- Umbilicaria vellea (L.) Ach. 1794 – kruszownica sztywna

Nazwy naukowe) na podstawie Index Fungorum. Nazwy polskie według checklist.